# Українсько-російські переговори (2022)
Переговори української делегації з російською проходили 28 лютого, 3 та 7 березня 2022 року на кордоні з Білоруссю в районі річки Прип'ять після російського вторгнення в Україну 24 лютого 2022 року. Місце зустрічі на Гомельщині з міркувань безпеки не розголошувалось. Переговори продовжилися 10 березня 2022 року як зустріч міністрів закордонних справ України та РФ на території Туреччини.

## Передісторія

### Відмова від зустрічі в Гомелі
Починаючи з 25 лютого 2022 року офіційний Київ обговорював можливість українсько-російських перемовин, доки Росія не висунула вимогу скласти зброю для української армії. До того ж українська сторона була проти зустрічі на території Білорусі.
Утім, уранці 27 лютого 2022 року до білоруського Гомеля прибула російська делегація на чолі з помічником президента Росії Володимиром Мединським. Не зустрівшись із представниками України, представники РФ пізніше заявили, що Україна начебто саботувала погоджені перемовини.
Прессекретар з Офісу Президента України Сергій Никифоров зазначив, що:
|  | Позиція України залишається незмінною. Ми готові зустрічатися в будь-якому нейтральному місці: Баку, Стамбулі, Варшаві, Відні... Продовжіть самі. Ми й надалі запрошуємо Росію якнайшвидше сісти за стіл переговорів і зберегти життя своїх військових.... |

### Домовленість про зустріч на кордоні
У ході розмови в обід 27 лютого 2022 року Президента України Володимира Зеленського із самопроголошеним президентом Білорусі Олександром Лукашенком домовилися, що українська делегація зустрінеться з російською без попередніх умов на українсько-білоруському кордоні, у районі річки Прип'ять.
Олександр Лукашенко взяв на себе відповідальність за те, що на час проїзду, переговорів та повернення української делегації всі літаки, гелікоптери та ракети, розміщені на білоруській території, залишаться на землі.

## Зустрічі

### Перший раунд
Спочатку стало відомо о 17:00 27 лютого 2022 року, що українська делегація на чолі з лідером фракції «Слуга народу» у Верховній Раді Давидом Арахамією прибула до кордону з Білоруссю на переговори з представниками Російської Федерації на чолі із помічником Путіна Володимиром Мединським.. Однак зустріч перенесли на ранок 28 лютого. Про зустріч стало відомо о 10:27 вівторка.
Переговори 28 лютого тривали приблизно 5 годин. Обидві сторони обговорили всі пункти порядку денного. Жодного рішення не ухвалили, лише знайшли деякі пріоритетні теми, за якими можна прогнозувати спільні позиції. Увечері сторони повернулись до своїх столиць.

### Другий раунд
Наступна зустріч відбулася найближчими днями на польсько-білоруському кордоні. Міністр закордонних справ України Дмитро Кулеба в обід 2 березня 2022 року заявив, що наразі немає відомостей про дату нових раундів переговорів з Росією. А після 20:00 години стало відомо, що українська делегація їде на другий раунд переговорів із Росією до Біловезької пущі, де її чекає делегація РФ у колишньому складі.

Учасник переговорів Давид Арахамія анонсував зустріч із росіянами приблизно о 16:00 за київським часом 3 березня 2022 року:
Програма мінімум — гуманітарні коридори. Далі — за обставинами.
На переговорах 3 березня обговорили три блоки: військовий, гуманітарний та питання майбутнього політичного врегулювання конфлікту. Однак домовилися лише про формат гуманітарних коридорів для виходу цивільних та можливе тимчасове припинення бойових дій у секторі гумкоридора на період виходу цивільного населення. Спільне забезпечення гуманітарних коридорів має використовуватись для евакуації мирного громадянського населення, а також для доставки ліків та їжі до місць найжорстокіших боїв, з можливістю тимчасового припинення вогню у тих містах і селах, де здійснюватиметься евакуація.
Крім того, домовилися, що для реалізації домовленостей, які сьогодні не стали озвучувати, відбудеться третій раунд переговорів у найближчі дні.

### Третій раунд
За ініціативою української сторони третій раунд переговорів відбувся в понеділок 7 березня 2022 року. Домовилися про покращення логістики гуманітарних коридорів. Однак щодо базового політичного блоку, який стосується врегулювання конфлікту разом із припиненням вогню та гарантіями безпеки, вирішили проводити інтенсивні консультації в подальшому.
Згідно проєкту, що запропонувала російська сторона, Україна мала скоротити свою армію до 50 000 осіб, включаючи півтори тисячі офіцерського складу, залишивши чотири кораблі, 55 вертольотів та 300 танків. Україні пропонували «не розробляти, не виробляти, не купувати та не розміщувати на своїй території ракетні озброєння будь-яких видів базування з дальністю ураження понад 250 км». Саме таку відстань, наприклад, відокремлює Кримський міст від контрольованого Україною Гуляйполя, розташованого неподалік лінії фронту.
У планах Росії, Україна мала «визнати незалежність так званих Донецької та Луганської «республік» — причому в межах адміністративних областей України. Росія також вимагала скасування всіх санкцій — як українських, так і міжнародних, та відкликання всіх міжнародних позовів, поданих з 2014 року. Також РФ наполягала на наданні російській мові статусу державної та відновлення всіх майнових прав Української православної церкви (Московського патріархату).

### Переговори в Туреччині
10 березня на території Туреччини за ініціативи та посередництва глави МЗС Туреччини Мевлюта Чавушоглу відбулися переговори міністрів закордонних справ України Дмитра Кулеби та Росії Сергія Лаврова. Під час переговорів кожна сторона наполягала на своєму і на поступки своїм опонентам не пішла. Кремль знову пообіцяв влаштувати гуманітарні коридори для евакуації населення із зони бойових дій, не уточнивши напрямку прийнятних для них маршрутів, та режим тиші з 11 березня з 10.00, зокрема в Києві, Чернігові, Сумах, Харкові та Маріуполі.

### Четвертий раунд
Наступна зустріч відбулася 14—15 березня 2022 року. З питань, які мають обговорити делегації:
- компенсація від Російської Федерації за руйнування в Україні,
- припинення вогню,
- формула припинення вогню,
- виведення військ.

За словами Радника Офісу президента та перемовника з Росією Михайла Подоляка, договір між Росією та Україною має бути «багатокомпонентним»:
|  | Він повинен включати кілька позицій. Насамперед позиції, що стосуються припинення власне війни як такої. Другий пункт — процедура, швидкість за тимчасовими параметрами виходу російських військ із території України. Третя частина — це мирна угода. Яким чином мир буде гарантовано. І тут повертаємось до ключового моменту, довкола якого все й будується, — гарантії безпеки Україні, щоби подібні ситуації не повторювалися. |

### П'ятий раунд
П'ятий раунд переговорів 21 березня не привів до прориву. Зеленський закликав до прямих переговорів із Путіним для припинення війни. Сергій Лавров заявив, що прямі переговори між двома президентами відбудуться лише тоді, коли обидві сторони будуть ближче до досягнення врегулювання.

### Відновлення мирних переговорів: 29 березня— 30 березня
28 березня Зеленський підтвердив, що 29 березня в Стамбулі почнеться відновлення мирних переговорів із Росією з наміром обговорити нейтралітет України разом із відмовою від будь-яких претензій України на членство в НАТО в майбутньому. 29 березня Кая Каллас з Естонії висловила згоду з французьким міністром Ле Дріаном про те, що дипломатичний скептицизм щодо будь-яких пропозицій Росії щодо мирних переговорів щодо України або виходу з Києва має бути особливо обережним на основі історії ненадійності Росії в подібних мирних переговорах з іншими країнами в минулому.
29 березня відбувся перший день російсько-українських переговорів у Стамбулі. За його підсумками, глава російської делегації Володимир Мединський заявив, що РФ зробить «два кроки» для деескалації конфлікту. Він зазначив, що Київ надав Москві підтвердження прагнення України до без'ядерного та нейтрального статусу. Також за словами Мединського, українські пропозиції включають відмову від виробництва та розміщення всіх видів зброї масового ураження.
Заступник міністра оборони РФ Олександр Фомін заявив, що Міноборони вирішило «в рази скоротити військову активність на Чернігівському та Київському напрямах» для підвищення взаємної довіри та створення умов для подальшого ведення переговорів.
Член української делегації Давид Арахамія зазначив, що на переговорах обговорювалася нова система гарантій безпеки для України у рамках міжнародного договору, що ратифікує. Серед країн-гарантів, за його словами, спостерігаються країни Радбезу ООН, США, Франція, Німеччина, Канада, Польща, Туреччина, Ізраїль. Ці ж країни, за його словами, мають допомогти Україні вступити до ЄС.
Глава делегації України Михайло Подоляк запропонував проводити переговори щодо статусу Криму та Севастополя протягом 15 років. При цьому Москва і Київ весь цей термін повинні утримуватися від вирішення цього питання військовим шляхом. Володимир Мединський, своєю чергою, заявив, що це не відповідає російській позиції.

Увага міжнародних ЗМІ була залучена до факту участі в переговорах ізраїльсько-російського підприємця Романа Абрамовича. Вранці 29 березня РІА «Новини» повідомило, супроводжуючи репортаж відеоматеріалом, що Абрамович перед початком переговорів «переговорив у палаці Долмабахче із президентом Туреччини Таїпом Ердоганом». Офіційний представник президента Туреччини Ібрагім Калин так коментував присутність Абрамовича у Стамбулі:
Абрамович прибув до Туреччини у складі команди переговорників. Хоча дозвольте мені перефразувати. Він приїхав як той, хто був призначений президентом Путіним як переговорник.
Прес-секретар президента Росії, зазначивши, що залучення Абрамовича було погоджено обома сторонами переговорів, заявив таке:
Роман Абрамович задіяний у забезпеченні певних контактів між російською та українською стороною. Він не є офіційним членом делегації, ви знаєте, що нашу делегацію очолює помічник президента Мединський. Але з нашого боку він також присутній сьогодні у Стамбулі.

#### Заяви сторін після раунду та безпосередні наслідки
Згідно із заявами Михайла Подоляка та Давида Арахамії, Україна запропонувала на 15 років заморозити питання про статус Криму, запропонувала укладання міжнародного договору про гарантії безпеки, який би підписали та ратифікували всі країни, які виступають гарантами безпеки України.

Мединський заявив:
Ми отримали письмові пропозиції української делегації, як я розумію, погоджені з керівництвом України, які зводяться до такого: Україна проголошується постійно нейтральною державою під міжнародно-правовими гарантіями з метою реалізації позаблокового без'ядерного статусу.
Наступного після завершення переговорів у Стамбулі дня голова Чернігівської області В'ячеслав Чаус заявив, що не спостерігає зменшення російських обстрілів в області. Офіційний представник Міноборони Росії генерал-майор Ігор Конашенков на вечірньому брифінгу сказав, що на київському та чернігівському напрямках відбувається планове перегрупування російських військ.

### Переговори 22 липня 2022
22 липня 2022 сторони домовилися про експорт українського зерна Чорним морем. Але вже 23 липня 2022 року Росія здійнила удари по одеському порту.
Обстріли продовжилися і в наступні дні.

## Учасники

#### Україна
- Голова фракції «Слуга народу» Давид Арахамія.
- Міністр оборони України Олексій Резніков.
- Радник керівника Офісу Президента України Михайло Подоляк.
- Перший заступник глави делегації України в Тристоронній контактній групі Андрій Костін.
- Народний депутат України Рустем Умєров.
- Заступник міністра закордонних справ України Микола Точицький[9].
- Міністр закордонних справ України Дмитро Кулеба.
- Надзвичайний і Повноважний Посол України Чалий Олександр Олександрович.

#### Росія
- Помічник президента Російської Федерації Володимир Мединський.
- Заступник міністра оборони Російської Федерації Олександр Фомін.
- Заступник міністра закордонних справ Російської Федерації Андрій Руденко.
- Голова комітету Державної думи Федеральних зборів Російської Федерації з міжнародних справ Леонід Слуцький.
- Посол Російської Федерації в Республіці Білорусь Борис Гризлов[5].
- Міністр закордонних справ Російської Федерації Сергій Лавров.

## Оцінка
Президент України Володимир Зеленський:
|  | «…Я не дуже вірю в результат цієї зустрічі, але нехай спробують. Щоб потім у жодного громадянина України не було жодного сумніву, що я як президент не намагався зупинити війну, коли був нехай і маленький, але все ж таки шанс». |

На думку міністра закордонних справ України Дмитра Кулеби, українська делегація вирушила, щоб послухати думку Росії, і висловити власну позицію про цю війну і про дії Росії. Важливо, щоб результатом цих переговорів став мир і закінчення війни:
|  | «…Але, і я знову на цьому наголошую, ми не здамося, ми не капітулюємо, ми не віддамо жодного сантиметру нашої території. Не в тому мета нашої боротьби». |

## Предмет переговорів
Позиція України — негайне припинення вогню та відведення військ із території України.
Радник глави Офісу президента Олексій Арестович 28 лютого 2022 року заявив:
|  | «Про Донбас і Крим. Усіх військ з території України. Все одно поховають усіх, тому краще піти добровільно. Ви не уявляєте, що тут діється. У нас понад 100 тисяч резервістів за добу стали до строю». |

## Ключові умови сторін для переговорів
Україна
- Виведення російських військ з території України на кордон 23 лютого (до вересня 2022 року), виведення військ до кордонів 1991 року (після вересня 2022 року)
- Виплата репарацій з боку Росії за нанасену шкоду від бойових дій
- Видача всіх осіб, котрі причетні до злочинів проти українського суспільства
- Заморозка Кримського питання на 15 років (актуальність втрачена)
- Надати нові гарантії безпеки України у випадку відмови вступу в НАТО

 Росія
- Визнання ДНР та ЛНР незалежними республіками в кордонах Донецької та Луганських областей та виведення українських військ з їх території (До 30 вересня 2022 року)
- Україна має визнати Крим, як суб'єкт РФ
- Визнати ДНР, ЛНР, Запорізьку та Херсонські області, як новими територіями РФ, та вивести війська України з їх територій (Після 30 вересня 2022 року)
- Україна має закріпити безблоковий статус та нейтралітет, і відмовитись від вступу в НАТО, але дозволяється вступ в ЄС
- Провести демілітарізацию України, а саме скоротити склад ЗСУ від 250 000 до 83 500 чоловік.
- Провести "денацифікацію" України.
- Надати широкі права російській мові в Україні (з березня 2022 року, за позицією С. Лаврова)
- Зупинити переслідування УПЦ МП (РПЦ) в Україні
- У випадку, якщо Росія згодиться вивести війська з території України, вона пропонує взяти на 10 років територію Криму та Донбасу в оренду (актуальність втрачена)

### Текст проєкту мирної угоди 2022 року
Німецьке видання WELT опубліковало витяги проєкту мирної угоди, який обидві воюючі сторони погодили станом на 15 квітня 2022 року.